# Rigaud (division sénatoriale canadienne)
Pour les articles homonymes, voir Rigaud.
Ne doit pas être confondu avec Rigaud (conseil législatif).
Division du Sénat du Canada
Rigaud est une division sénatoriale du Canada.

## Description
Son territoire correspond approximativement à l'ouest de l'île de Montréal et au Suroît.

## Liste des sénateurs
| Mandat | Mandat                                                        | Sénateur                  | Parti                     | Nommé par           |
| ------ | ------------------------------------------------------------- | ------------------------- | ------------------------- | ------------------- |
|        | 23 octobre 1867 - 4 mai 1877                                  | Charles Wilson            | Conservateur              | Proclamation royale |
|        | 4 janvier 1878 - 16 juin 1909                                 | Joseph-Rosaire Thibaudeau | Libéral                   | Mackenzie           |
|        | 28 juin 1909 - 24 janvier 1922                                | Arthur Boyer              | Libéral                   | Laurier             |
|        | 11 mars 1922 - 2 décembre 1927                                | Gustave Benjamin Boyer    | Libéral                   | King                |
|        | 3 juin 1930 - 3 mars 1934                                     | Lawrence Alexander Wilson | Libéral                   | King                |
|        | 20 juillet 1935 - 6 février 1944                              | Arthur Sauvé              | Conservateur              | Bennett             |
|        | 18 avril 1945 - 11 mai 1967                                   | Vincent Dupuis            | Libéral                   | King                |
|        | 9 février 1968 - 10 octobre 1970                              | Lazarus Phillips          | Libéral                   | Pearson             |
|        | 4 novembre 1971 - 20 octobre 1982                             | Carl Goldenberg           | Libéral                   | P. Trudeau          |
|        | 23 décembre 1982 - 17 février 1988                            | Jean Le Moyne             | Libéral                   | P. Trudeau          |
|        | 26 septembre 1988 - 1er février 2004                          | Gérald Beaudoin           | Progressiste-conservateur | Mulroney            |
|        | 29 août 2005 - 11 mai 2009                                    | Yoine Goldstein           | Libéral                   | Martin              |
|        | 27 août 2009 - 27 juin 2019                                   | Jacques Demers            | Conservateur              | Harper              |
|        | 27 août 2009 - 27 juin 2019                                   | Jacques Demers            | Non affilié (2015-2016)   | Harper              |
|        | 27 août 2009 - 27 juin 2019                                   | Jacques Demers            | GSI (2016-2019)           | Harper              |
|        | 29 juillet 2021 - 14 mars 2036 (date de retraite obligatoire) | Amina Gerba               | GPS                       | Justin Trudeau      |